# Championnats d'Amérique du Nord de patinage artistique 1937
Navigation
Édition précédente Édition suivante
Les 8e championnats d'Amérique du Nord de patinage artistique ont lieu les 1er et 2 mars 1937 à Boston dans l'État du Massachusetts aux États-Unis. C'est la troisième fois que Boston organise les championnats nord-américains après les éditions de 1925 et 1929.
Quatre épreuves y sont organisées: messieurs, dames, couples artistiques et quartettes.
Margaret Davis et Prudence Holbrook remportent leur troisième et dernier titre consécutif en quartettes ; leurs partenaires Melville Rogers et Guy Owen remportent quant à eux leur quatrième et dernier titre consécutif dans la même catégorie.
Montgomery Wilson remporte son cinquième titre consécutif chez les Messieurs.

## Podiums
| Épreuves                       | Or                                                              | Argent                                                           | Bronze                                                          |
| ------------------------------ | --------------------------------------------------------------- | ---------------------------------------------------------------- | --------------------------------------------------------------- |
| Messieurs résultats détaillés  | Montgomery Wilson                                               | Roger Turner                                                     | Ralph McCreath                                                  |
| Dames résultats détaillés      | Maribel Vinson                                                  | Veronica Clarke                                                  | Eleanor O'Meara                                                 |
| Couples résultats détaillés    | Veronica Clarke / Ralph McCreath                                | Maribel Vinson / George Hill                                     | Grace Madden / James Lester Madden                              |
| Quartettes résultats détaillés | Margaret Davis / Prudence Holbrook / Melville Rogers / Guy Owen | Naomi Slater / Aidrie Cruikshank / Jack Hose / Donald Cruikshank | Nettie Prantel / Ardelle Kloss / Joseph Savage / George Boltres |

## Tableau des médailles
| Rang  | Nation     | Or | Argent | Bronze | Total |
| ----- | ---------- | -- | ------ | ------ | ----- |
| 1     | Canada     | 3  | 2      | 2      | 7     |
| 2     | États-Unis | 1  | 2      | 2      | 5     |
| Total | Total      | 4  | 4      | 4      | 12    |

## Détails des compétitions

### Messieurs
| Rang | Nom               | Pays       |
| ---- | ----------------- | ---------- |
| 1    | Montgomery Wilson | Canada     |
| 2    | Roger Turner      | États-Unis |
| 3    | Ralph McCreath    | Canada     |
| 4    | Erle Reiter       | États-Unis |
| 5    | Osborne Colson    | Canada     |
| 6    | Ollie Haupt Jr.   | États-Unis |

### Dames
| Rang | Nom               | Pays       |
| ---- | ----------------- | ---------- |
| 1    | Maribel Vinson    | États-Unis |
| 2    | Veronica Clarke   | Canada     |
| 3    | Eleanor O'Meara   | Canada     |
| 4    | Dorothy Caley     | Canada     |
| 5    | Polly Blodgett    | États-Unis |
| 6    | Katherine Durbrow | États-Unis |

### Couples
| Rang | Nom                                   | Pays       |
| ---- | ------------------------------------- | ---------- |
| 1    | Veronica Clarke / Ralph McCreath      | Canada     |
| 2    | Maribel Vinson / George Hill          | États-Unis |
| 3    | Grace Madden / James Lester Madden    | États-Unis |
| 4    | Joan Tozzer / Bernard Fox             | États-Unis |
| 5    | Mary Jane Halsted / Jack Eastwood     | Canada     |
| 6    | Aidrie Cruikshank / Donald Cruikshank | Canada     |

### Quartettes
| Rang | Nom                                                                   | Pays       |
| ---- | --------------------------------------------------------------------- | ---------- |
| 1    | Margaret Davis / Prudence Holbrook / Melville Rogers / Guy Owen       | Canada     |
| 2    | Naomi Slater / Aidrie Cruikshank / Jack Hose / Donald Cruikshank      | Canada     |
| 3    | Nettie Prantel / Ardelle Kloss / Joseph Savage / George Boltres       | États-Unis |
| 4    | Leslie Eustis / Peggy Stuart / Richard L. Hapgood / Willoughby Stuart | États-Unis |